# Stefani Kiryakova
Stefani Kiryakova (Burgas, 5 de janeiro de 2001) é uma ginasta búlgara, campeã olímpica.

## Carreira
Kiryakova conquistou a medalha de ouro nos Jogos Olímpicos de Verão de 2020 em Tóquio na prova feminina por equipes da ginástica rítmica, ao lado de Simona Dyankova, Madlen Radukanova, Laura Traets e Erika Zafirova, com um total de 92.100 pontos na sua performance.